# Nabil Choueiri
Nabil Boutros Choueiri (tiếng Ả Rập: نبيل بطرس شويري; sinh năm 1950) là một vận động viên Điền kinh người Liban giải nghệ. Ông là người đã nắm giữ kỷ lục của Liban trong suốt hơn 20 năm với các nội dung chạy 1 dặm, 2 dặm, 3000 mét và chạy vượt rào 3000 mét.
Trên đấu trường quốc tế, ông đã tham dự Thế vận hội Mùa hè 1980 (thi nội dung chạy marathon) và tham dự Giải vô địch Chạy Việt dã thế giới lần lượt vào các năm 1979, 1981 và 1982. Ông cũng là thành viên của đoàn Thể thao Liban tham dự Đại hội Thể thao Địa Trung Hải 1979.